# Musée d'astronomie de Shanghai
Le musée d'astronomie de Shanghai est situé dans la ville nouvelle de Nanhui, en Chine.
Il a ouvert en 2021 et est considéré comme le plus grand planétarium au monde.